# Самохин, Владимир Фёдорович
Владимир Фёдорович Самохин — помощник командира стрелкового взвода 151-го стрелкового полка (8-я стрелковая дивизия, 17-й гвардейский стрелковый корпус, 18-я армия, 4-й Украинский фронт), старший сержант, полный кавалер Ордена Славы.

## Биография
Владимир Фёдорович Самохин родился в семье рабочего в станице Каменская Донецкого округа области Войска Донского (в настоящее время город Каменск-Шахтинский Ростовской области). В 1932 году окончил 9 классов школы. Работал фининспектором.
В мае 1941 года Каменским райвоенкоматом был призван в ряды Красной армии. С июля 1941 года на фронтах Великой Отечественной войны.
Приказом по 151-му стрелковому полку от 23 февраля 1944 года за мужество и героизм в боях против немецко-фашистских захватчиков и за то, что в бою у деревни Большой Черевач нашёл и уничтожил огневую точку противника, красноармеец Самохин был награждён медалью «За отвагу».
Приказом по 151-му стрелковому полку от 23 февраля 1944 года за мужество и героизм в боях против немецко-фашистских захватчиков и за то, что под сильным огнём противника в бою у населённого пункта Мелени в Коростенском районе Житомирской области не покинул своего боевого рубежа и уничтожил 3-х солдат противника, красноармеец Самохин был награждён второй медалью «За отвагу».
Приказом по 151-му стрелковому полку от 1 апреля 1944 года за мужество и героизм в боях против немецко-фашистских захватчиков и за то, что в бою у населённого пункта Ямполь Винницкой области уничтожил 4-х автоматчиков противника, пытавшихся вклиниться в оборону стрелковых подразделений, а также за вынос из-под огня 3-х тяжелораненых стрелков, красноармеец Самохин был награждён третьей медалью «За отвагу».
В бою за высоту 649—638 красноармеец Самохин скрытно подобрался к станковому пулемёту и броском двух гранат уничтожил его расчёт. Кроме того, он уничтожил 3-х солдат противника, вклинившихся в оборону подразделений РККА, и одного захватил в плен. Приказом по 8-й стрелковой дивизии от 8 июня 1944 года он был награждён орденом Красной Звезды.
Приказом по 151-му стрелковому полку от 24 июля 1944 года за мужество и героизм в боях против немецко-фашистских захватчиков и за уничтожение 2-х солдат противника в бою за высоту 430.0 в Станиславской области красноармеец Самохин был награждён медалью «За боевые заслуги».
В бою за село Дора в Ямпольском районе старший сержант Самохин со своим отделением обходным манёвром штурмом ворвался в траншею противника, уничтожив пулемётную точку противника и 10 солдат противника. В бою за высоты 834.0 и 1120.9 из своего оружия истребил 6 солдат противника и подавил ручной пулемёт. Приказом по 8-й стрелковой дивизии от 16 сентября 1944 года он был награждён орденом Славы 3-й степени.
В боях за высоту 1172 в районе Дрогобыча взвод под командованием старшего сержанта Самохина отразил контратаку противника, уничтожив до 30 солдат противника и 2 пулемётные точки. 

В боях за высоту 809.0 со своим взводом первым ворвался в траншею противника, уничтожив до 20 солдат противника.

В районе села Нижняя Апша в бою уничтожил 2 пулемётные точки. Приказом по войскам 18 армии от 5 декабря 1944 года он был награждён орденом Славы 2-й степени.
В боях 9—26 января 1945 года за города Попрад и Спишска-Нова-Вес в Кошицком крае Словакии взвод под командованием старшего сержанта Самохина отразил 3 контратаки противника, уничтожив 30 солдат противника и 4 пулемётные точки. Приказом по войскам 18 армии от 5 марта 1945 года он был повторно награждён орденом Славы 2-й степени. Указом Президиума Верховного Совета СССР от 22 июля 1950 года он был перенаграждён орденом Славы 1-й степени.
Старшина Самохин был демобилизован в октябре 1945 года. Жил в городе Махачкала, затем в городе Красный Сулин Ростовской области. Работал начальником ОТК на шахте «Дальняя».
В 1985 году в ознаменование 40-летия Победы он был награждён орденом Отечественной войны 1-й степени.
Скончался Владимир Фёдорович Самохин в 1996 году.

## Память
- Изображение Самохина на барельефе в Аллее Славы в городе Красный Сулин.